# Йетон Шакири
Йетон Шакири (на албански: Jeton Shaqiri; на македонска литературна норма: Јетон Шаќири) е политик от Северна Македония, министър на информационното общество и администрация от 30 август 2020 г.

## Биография
Роден е на 17 март 1987 г. в Струга. Там завършва основно и средно образование. От 2005 до 2008 г. учи в Икономическия факултет на Държавния университет в Тетово. Между 2008 и 2010 г. учи магистратура по икономика в Икономическия факултет на Международния университет в Струга. В периода 2010 – 2016 г. е докторант в Тиранския университет. Защитава дисертация на тема "Банковият надзор и предизвикателствата при реализацията на Базел II и Базел III в Р. Северна Македония. „Анализ, базиран на уроците, извлечени от финансовата криза 2008 – 2009 г.“. От 1 септември 2008 до 12 ноември 2010 е младши асистент в Международния университет в Струга, а между 12 ноември 2010 до 6 декември 2013 г. е асистент там. В периода 6 декември 2013 – 29 ноември 2016 г. е асистент-докторант там. След това става доцент. Управлява МОП „Проаква“ и ОП „Водопровод и канализация“ в Струга. Между юни 2018 и декември 2019 г. е директор на първото предприятие, а от януари до 30 август 2020 г. е директор на второто. От 30 август 2020 г. е министър на информационното общество и администрацията.